# Lázár István (szociográfus)
Lázár István (Sárospatak, 1933. december 15. – Budapest, 1997. október 19.) író, szociográfus, publicista.

## Élete
1953-ban Sárospatakon érettségizett. Az ELTE geofizikus hallgatója, de betegsége miatt kimaradt az egyetemről. 1955-56-ban az Irodalmi Újság külső munkatára. 1957-től fotolaboráns az Ofotértnél. 1960-tól a Köznevelés, 1964-től a Valóság szerkesztőségének tagja. 1989-től főszerkesztő-helyettes, 1991-94 között főszerkesztő.

## Díjai
- A Miskolci Rövidfilmszemle Kritikusi Díja 1975
- A Művelődési Minisztérium Kritikusi Díja 1979
- József Attila-díj 1980
- Rózsa Ferenc-díj 1989
- Pulitzer-emlékdíj 1994
- MSZOSZ irodalmi díja 1995.

## Művei
- Angliai vakáció. (útirajz, 1964)
- Adriai nyár, útirajz, 1968
- Kiált Patak vára, szociogr., 1974
- Vélemények és vallomások, interjúk, 1978
- S középen ott a Velencei-tó..., szociogr., 1979
- Örkény István alkotásai és vallomásai tükrében, kismonogr., 1979
- Tokaj és vidéke. Táj változó fényben [Szelényi Károllyal], album, 1981
- Folyamatos jelen. Fiatal szociográfusok antológiája, szerk. [Berkovits Györggyel], 1981
- Világjárók - világlátók. Régi magyar utazók antológiája, szerk., 1986
- Magyarország [Szelényi Károllyal és Székely Andrással], album, 1986 [angolul: Hungary. A Brief History, 1993]
- Borok királya, királyok bora: kis könyv a tokaji borról [angolul és németül is], esszék, 1987 <1988* KMIK>
- Reform-kor?, publ., 1987
- Hegyek ölelésében [Hortobágyi Tiborral], album, 1989
- Új Márciusi Front, dokumentumok, cikkek, interjúk, szerk., 1989
- Kis magyar történelem, 1989 [angolul, franciául és németül is: 1990-91]
- Balaton, album, 1990
- A házasságok a szívben köttetnek, kisr., 1990
- Magyarország története [angolul, németül és franciául], 1992
- Képes magyar történelem, 1992 [olaszul: 1993]
- Debrecen, Hortobágy. Történelmi séta [angolul, franciául és németül is], 1996.

### Műfordítás
- Petrovics, P.: Örök vőlegény. (dráma) Újvidék, 1951.